# Holopogon albosetosus
Holopogon albosetosus là một loài ruồi trong họ Asilidae. Holopogon albosetosus được Schiner miêu tả năm 1867.